# اسلاوکو ورکاپیچ
اسلاوکو ورکاپیچ (به صربی (لاتین): Slavko Vorkapić و به صربی (سیریلیک): Славко Воркапић)‏ (۱۷ مارس ۱۸۹۴ - ۲۰ اکتبر ۱۹۷۶) نقاش، کارگردان، ادیتور و رئیس سابق دانشکدهٔ فیلم کالیفرنیای جنوبی بود.
او از چهرهای مهم سینماتوگرافی و فیلمسازی مدرن محسوب می‌گردد.

## سال‌های کودکی و جوانی
اسلاوکو ورکاپیچ که در ۱۷ مارس ۱۸۹۴ در دهکدهٔ کوچکی در امپراتوری اتریش-مجارستان قدیم (صربستان کنونی) متولد شده بود، پس از اتمام دوره ابتدایی، تحت حمایت‌های پدرش، پطر، به تحصیل در دبیرستان نسبتاً معروفی در شهر مجاور مشغول شد و همان‌جا بود که نخستین دوره‌های هنر و طراحی‌اش را گذراند. در سال‌های آخر دبیرستان به کالج هنر بلگراد مهاجرت کرد و سپس از طریق بورسیه‌ای که از یکی از مورد احترام‌ترین موسسه‌های علمی و فرهنگی بلگراد دریافت کرده بود، برای تحصیل هنر راهی بوداپست شد. با شروع جنگ جهانی اول به کشورش برگشت، با اینحال به زودی مجبور به فرار به ایتالیا و از آنجا به فرانسه شد. او تحصیلاتش را در آکادمی هنر پاریس ادامه داده و به زودی به جمع هنرمندان آوانگارد ساکن مونپارناس (Montparnasse) پیوست.
وی در ۲۰ اکتبر ۱۹۷۶ در میخاس در نزدیکی اندلس اسپانیا درگذشت.

## فعالیت هنری در ایالات متحده
ورکاپیچ که همیشه آروزی مهاجرات به آمریکا را در سر می‌پروراند، بالاخره در سال ۱۹۲۰ به این کشور سفر کرد و مدت کوتاهی ساکن شهر نیویورک شد. پس از آن حدود یک سال به عنوان نقاش دوره‌گرد به سفر در ایالات مختلف مشغول بود تا اینکه سرانجام در ۱۹۲۱ به عنوان بازیگر وارد هالیوود شد.

### فعالیت سینمایی
از آن‌جا که هالیوود در آن دوره به هنرمندان جلوه‌های ویژه و متخصصین مونتاژ نیاز داشت، ورکاپیچ به سرعت پله‌های ترقی را پیمود و از بازیگر تبدیل به متخصص جلوه‌های ویژه، آموزگار سینما، کارگردان، مدون فیلم، و یکی از مورد احترام‌ترین فیلمسازان بین دو جنگ جهانی شد.
با اینکه ورکاپیچ تعداد زیادی فیلم مستند و داستانی تجربی در کارنامه خود دارد، بیش از همه بخاطر ساخت سکانسهای مونتاژی که برای فیلم‌های مختلف طراحی می‌کرد معروف است. سکانس‌های معروف مونتاژ در فیلم‌های ویواویلا (۱۹۳۴)، دیوید کاپرفیلد (۱۹۳۵)، سان فرانسیسکو (۱۹۳۶)، خاک خوب (۱۹۳۷)، در موسم می (۱۹۳۷)، خرمگس (۱۹۳۷)، آقای اسمیت به واشنگتن می‌رود (۱۹۳۹) و با فلانی آشنا شوید (۱۹۴۱) از جمله کارهای ورکاپیچ هستند. پویایی بصری این سکانس‌ها حاصل استفاده خلاقانه ورکاپیچ از تدوین چابک، دیزالو کشدار، نمای سیار و نوآوری‌های متعدد گرافیکی و جلوه‌های بصری برای نمایش گذر زمان است. اهمیت تحولی که او در طراحی سکانس مونتاژ در هالیوود ایجاد کرد به حدی بود که در فیلم‌نامه‌های امروزی، هم‌چنان بسیاری سکانس‌های مونتاژ با اصطلاح «ورکاپیچ» نشانه‌گذاری می‌شوند.